# Krångede kraftverk
Krångede kraftverk är ett vattenkraftverk i Indalsälven. Verket bygges för det nybildade Krångede AB och ligger utanför Hammarstrand i östra Jämtland. Kraftverket invigdes år 1936.
Idén att bygga ut forsarna i Krångede lades fram redan på 1890-talet av Gustaf de Laval. När Krångede bildades år 1908 hamnade man i konflikt med Svenska Staten om rättigheterna till fallet som Krångede vann först år 1922, men på grund av den ekonomiska lågkonjunkturen kunde arbetet på kraftverket inte påbörjas förrän år 1931.
Krångede kraftverk var under 1940-talet Sveriges till effekt och produktion största kraftverk, som överträffades först 1952 av kraftverket Harsprånget. Krångede kraftverk ledde till den första överföringen av elkraft från Norrland till Mellansverige. För överföringen byggdes Sveriges första 220 kV ledning, Krångedelinjen, vars sträckning gick via Ljusdal, Ockelbo till Horndal i södra Dalarna. Överföringstekniken uvecklades av ASEA. Kraftverket är landets största vattenkraftverk som uppförts i enskild regi.

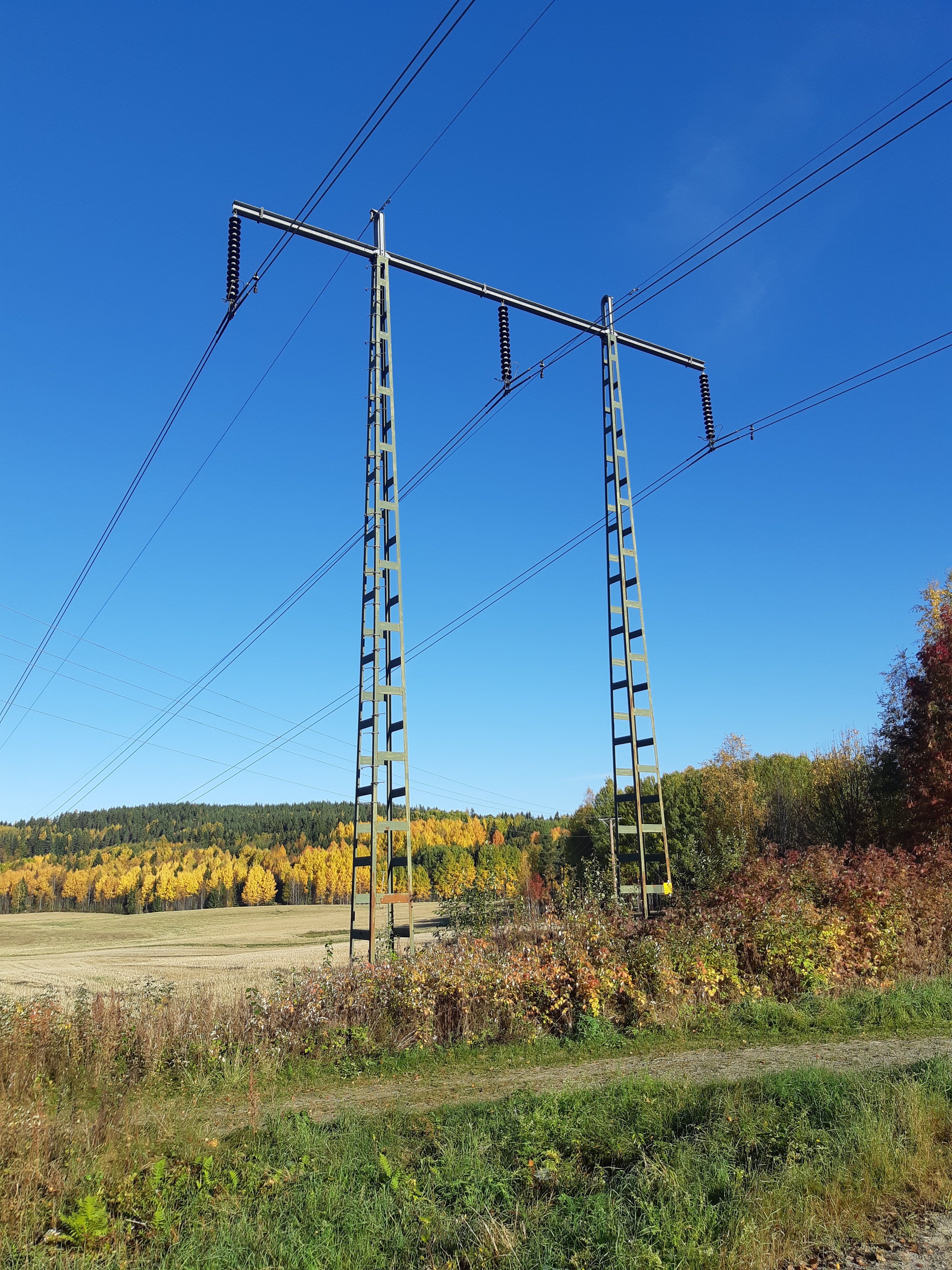
Stolpe i Krångedelinjen